# ریتم‌ها (دولونه)
ریتم‌ها (به فرانسه: Rythmes) نقاشی اثر روبر دولونه هنرمند فرانسوی است.
این اثر با رنگ روغن روی بوم نقاشی شده‌است. این اثر از شکل‌های گرد الهام گرفته که نشانگر بازگشت هنرمند به ارفیسم و مطالعه هارمونی در نقاشی است. ابعاد آن ۱۴۵ × ۱۱۳ سانتی‌متر است. این اثر در مرکز ملی هنر و فرهنگ ژرژ پمپیدو نگهداری می‌شود.